# Cosmophasis lami
Espèce
Cosmophasis lami est une espèce d'araignées aranéomorphes de la famille des Salticidae.

## Distribution
Cette espèce se rencontre au Japon, à Taïwan, aux Philippines, au Viêt Nam, à Singapour, en Indonésie et en Australie aux Keeling.
Elle a été introduite aux Fidji, à Hawaï, en Polynésie française et aux Seychelles.

## Description
Les mâles mesurent de 5,3 à 5,6 mm.
La carapace du mâle décrit par Żabka et Waldock en 2012 mesure 1,97 mm sur 1,45 mm et l'abdomen 2,70 mm de long sur 0,98 mm et la carapace de la femelle mesure 2,28 mm sur 1,71 mm et l'abdomen 3,95 mm de long sur 1,82 mm.

## Systématique et taxinomie
Cette espèce a été décrite par Berry, Beatty et Prószyński en 1997.

## Étymologie
Son nom d'espèce lui a été donné en référence au lieu de sa découverte, Lami Beach.

## Publication originale
- Berry, Beatty & Prószyński, 1997 : « Salticidae of the Pacific Islands. II. Distribution of nine genera, with descriptions of eleven new species. » The Journal of Arachnology, vol. 25, no 2, p. 109-136 (texte intégral).